# Спинели (Салерно)
Спинели је насеље у Италији у округу Салерно, региону Кампанија.
Према процени из 2011. у насељу је живело 62 становника. Насеље се налази на надморској висини од 464 м.